# Tosaran
Tosaran is een bestuurslaag in het regentschap Pekalongan van de provincie Midden-Java, Indonesië. Tosaran telt 2007 inwoners (volkstelling 2010).